# セントルイス・レッドストッキングス
セントルイス・レッドストッキングス（St. Louis Red Stockings）は、1875年にアメリカ合衆国ミズーリ州セントルイスを本拠地とし、ナショナル・アソシエーションに所属していたプロ野球チーム。

## 球団史
ナショナル・アソシエーション設立から1874年までセントルイスにはプロの球団がなく、ファンはプロチームの設立を求めていたが、1875年になって、地元の強豪のアマチュアチーム2つがプロ球団となり、ナショナル・アソシエーションに加盟した。レッドストッキングスはそのうちの1つで、地元にあったアマチュア球団（セントルイス・エンパイアーズ）の主力選手などを補強してリーグに臨んだ。
しかし地元選手にこだわらずプロ選手で固めたブラウンストッキングスが勝ち星を伸ばしたのとは対照的に、レッドストッキングスの方は負けを重ねていった。運営基盤も弱かったようで、プロリーグでの活動は5月から7月初めまでのわずか二か月間だった。1875年7月4日のワシントン・ナショナルズ(現存球団とは別、このチームもこの試合後に解散)との試合を最後にチームは破綻した。

## 戦績
※順位は勝利数による。
| 年度   | リーグ | 試合 | 勝利 | 敗戦 | 勝率 | 順位 | 監督                     | 本拠地                     |
| ------ | ------ | ---- | ---- | ---- | ---- | ---- | ------------------------ | -------------------------- |
| 1875年 | NA     | 19   | 4    | 15   | .211 | 10位 | チャーリー・スウィージー | Red Stocking Baseball Park |

## 所属した主な選手
- チャーリー・ホーツ：プロ経歴は1875年と1884年の2年間。チーム最多の25安打を記録。
- ジョー・ブロング：投手。プロ経歴は1877年までの3年間。通算13勝21敗、防御率2.95。

## 主な球団記録
- 通算安打数：25（チャーリー・ホーツ）
- 通算打点数：10（トーマス・オーラン）
- 通算勝利数：3（ジョー・ブロング）